# Jorge Ulate
Jorge Manuel Ulate Arguedas (Heredia; 14 de abril de 1956) es un delantero y entrenador de fútbol costarricense retirado.
Reemplazó a Luis Roberto Sibaja como entrenador de la Universidad de Costa Rica de la Segunda División en el verano de 2003. Dirigió a su hijo Jorge Pablo en 2010 cuando estaba a cargo de El Roble.

## Trayectoria
Apodado Gugui, debutó profesionalmente con el Herediano en 1976 y también tuvo una estadía significativa en el Alajuelense, convirtiéndose en el máximo goleador de la liga en dos ocasiones, en 1984 con 17 y en 1985 con 21 goles. Marcó un total de 130 goles en liga.
También jugó para los clubes hondureños Victoria, Olimpia y Palestino y estuvo en equipos costarricenses más pequeños.

## Selección nacional
Hizo su debut con Costa Rica en el Preolímpico de Concacaf de 1980 contra Panamá y jugó un total de 14 partidos internacionales, anotando 8 goles.

### Participaciones en Campeonatos Concacaf
| Copa                                          | Sede   | Resultado     | Partidos | Goles |
| --------------------------------------------- | ------ | ------------- | -------- | ----- |
| Campeonato de Naciones de la Concacaf de 1985 | Varias | Tercer puesto | 5        | 1     |

## Clubes
| Club                 | País       | Año       |
| -------------------- | ---------- | --------- |
| Herediano            | Costa Rica | 1976-1977 |
| Municipal Puntarenas | Costa Rica | 1978-1979 |
| Herediano            | Costa Rica | 1979-1980 |
| Victoria             | Honduras   | 1981      |
| Municipal Puntarenas | Costa Rica | 1982      |
| El Carmen            | Costa Rica | 1983      |
| Alajuelense          | Costa Rica | 1984-1988 |
| Olimpia              | Honduras   | 1988      |
| Victoria             | Honduras   | 1989      |
| Palestino            | Honduras   | 1989      |
| San Miguel           | Costa Rica | 1990      |
| Guanacasteca         | Costa Rica | 1991      |
| Generaleña           | Costa Rica | 1991      |
| Turrialba            | Costa Rica | 1992      |
| Carmelita            | Costa Rica | 1992-1993 |

## Palmarés

### Títulos nacionales
| Título           | Equipo      | País       | Año  |
| ---------------- | ----------- | ---------- | ---- |
| Primera División | Herediano   | Costa Rica | 1979 |
| Primera División | Alajuelense | Costa Rica | 1984 |

### Títulos internacionales
| Título                           | Equipo (*)  | Sede     | Año  |
| -------------------------------- | ----------- | -------- | ---- |
| Preolímpico de Concacaf          | Costa Rica  | Varias   | 1980 |
| Copa de Campeones de la Concacaf | Alajuelense | Alajuela | 1986 |

(*) Incluyendo la selección.

### Distinciones individuales
| Distinción                                           | Año  |
| ---------------------------------------------------- | ---- |
| Máximo goleador del Torneo de Copa de Costa Rica     | 1977 |
| Máximo goleador de la Primera División de Costa Rica | 1984 |
| Máximo goleador de la Primera División de Costa Rica | 1985 |